# Jan Czeraszkiewicz

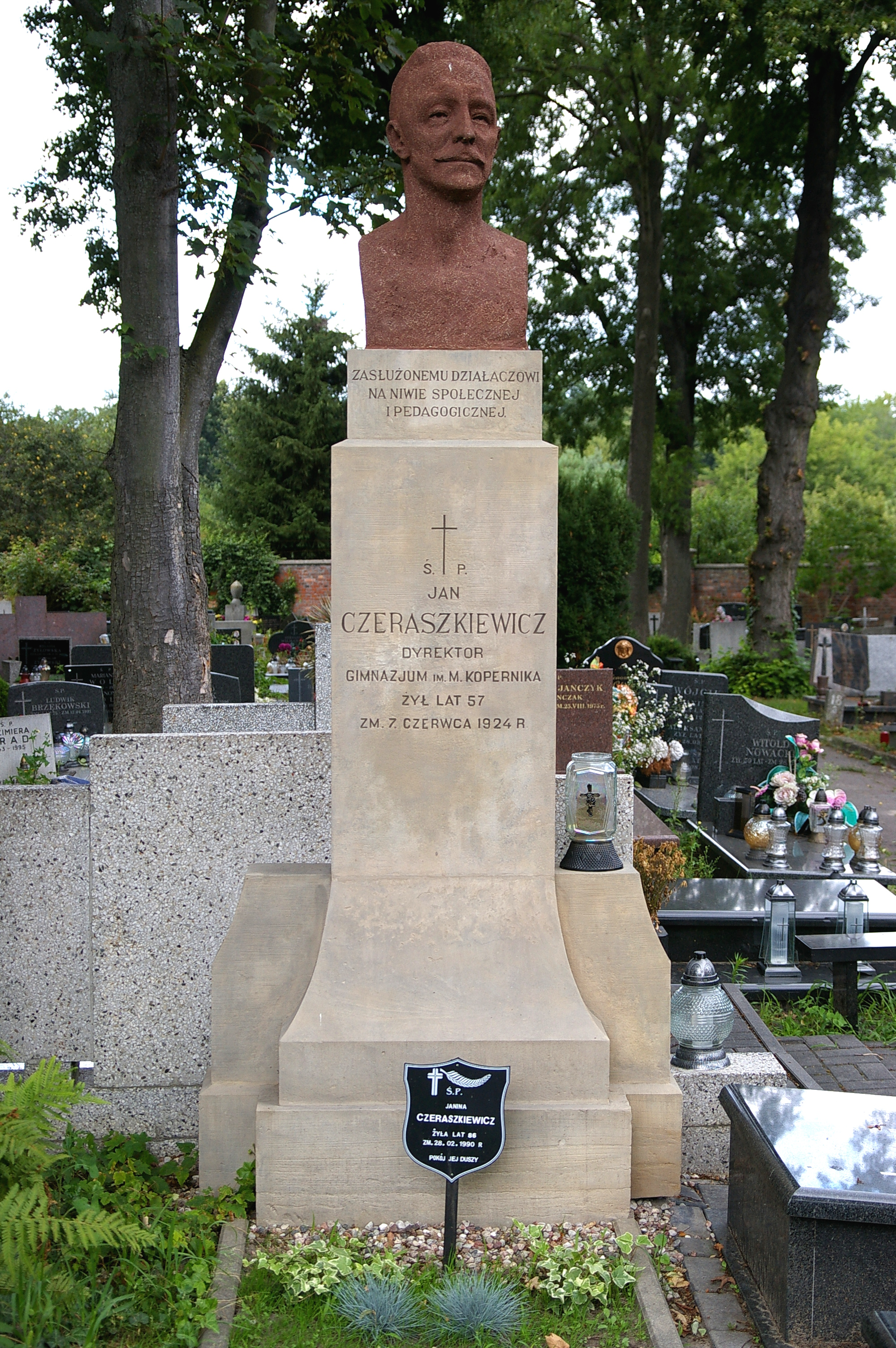
Nagrobek Jana Czeraszkiewicza na Starym Cmentarzu w Łodzi

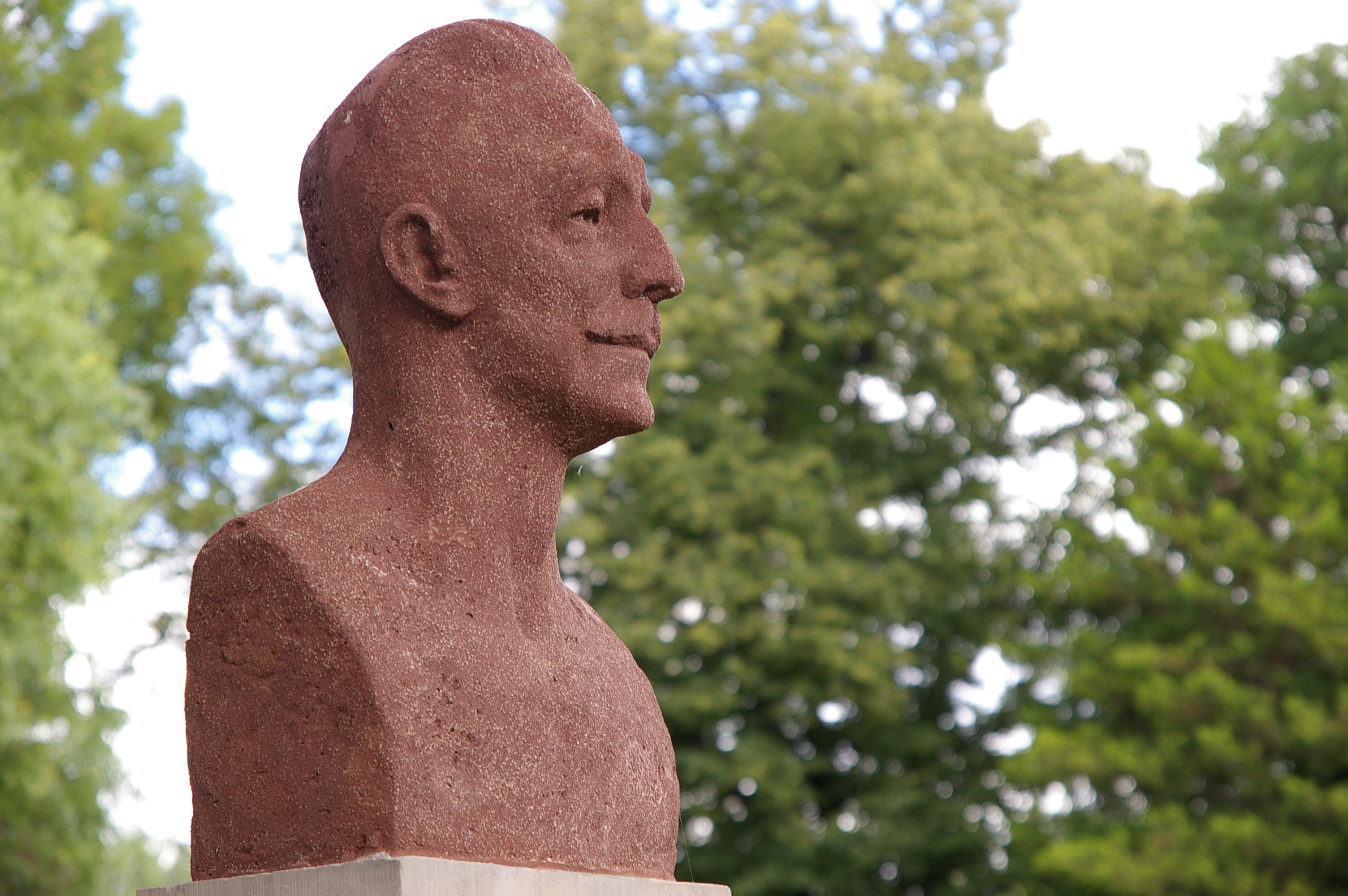
Popiersie Jana Czeraszkiewicza wieńczące nagrobek

Jan Czeraszkiewicz (ur. 27 stycznia 1867 w Jurborku nad Niemnem, zm. 7 czerwca 1924 w Miłowodach) – polski adwokat, nauczyciel, dyrektor Państwowego Gimnazjum im. Mikołaja Kopernika w Łodzi. Patron Łódzkiego Oddziału PTTK.

## Dzieciństwo, lata szkolne, studia
Jan Czeraszkiewicz urodził się 27 stycznia 1867 w Jurborku nad Niemnem, w dawnym powiecie rosieńskim na Żmudzi. Ojciec Jana Czeraszkiewicza, Alfons, ożeniony z Marceliną z domu Węgrzecką, był rzemieślnikiem pochodzącym z Dyneburga, wokół którego istniało jedno ze znaczniejszych skupisk ludności polskiej na terenie historycznych Inflant Polskich.
Pierwsze lata życia Jana Czeraszkiewicza upływały w środowisku, w którym trwała pamięć o powstańcach 1863 r. i ofiarach poniesionych w walce z rosyjskim zaborcą. Uczył się w gimnazjum rządowym w Częstochowie i tam zdał maturę. Utrzymywał się z udzielanych korepetycji.
Dyplom ukończenia studiów na wydziale prawnym Uniwersytetu Warszawskiego nosił datę 23 listopada (6 grudnia) 1896 i numer 3904.

## Adwokatura
Po odbyciu praktyki i aplikacji przygotowującej do adwokatury, w styczniu 1900 nawiązał współpracę z Aleksandrem Mogilnickim w jego kancelarii adwokackiej. W 1902 otworzył w Zgierzu własną kancelarię.

## Praca nauczycielska w Zgierzu
Pracę adwokata łączył z rolą wykładowcy w 7-klasowej męskiej szkole handlowej powstałej w 1898 z inicjatywy Zgromadzenia Kupców Miasta Zgierza. Jan Czeraszkiewicz w zgierskiej szkole handlowej uczył prawa handlowego i ekonomii politycznej. 9 (22) lutego 1905 Wydział Naukowy Ministerstwa Skarbu w Petersburgu wydał reskrypt poświadczający jego uprawnienia do wykładów w zakresie wymienionych specjalności w szkołach handlowych podległych Ministerstwu Skarbu, a 21 marca (3 kwietnia) 1906 zatwierdził go na stanowisku nauczyciela etatowego, z ważnością od 9 (22) lutego 1905. 
Ustępstwa caratu pozwoliły na otwieranie szkół, w których nauczanie odbywało się po polsku, dlatego Rada Opiekuńcza Szkoły przedstawiła władzom kandydaturę Jana Czeraszkiewicza na dyrektora szkoły. Wydział Naukowy Ministerstwa Handlu i Przemysłu 15 (28) kwietnia 1906 mianował Jana Czeraszkiewicza dyrektorem szkoły. Praca w szkolnictwie spowodowała, że ograniczył, a z czasem zakończył praktykę adwokacką. 

## Działalność społeczna w PTK
Był członkiem powstałego w 1906 Polskiego Towarzystwa Krajoznawczego - stowarzyszenia, którego  oficjalnym celem  było gromadzenie wiadomości o geografii i przyrodzie kraju. W rzeczywistości zamierzeniom tym towarzyszyła myśl Aleksandra Janowskiego, aby organizować wycieczki po kraju i budzić miłość do ojczystej ziemi. Poznawanie kraju i zabytków przeszłości dawało podstawowy zasób wiedzy o dziejach ojczystych. Myśl przewodnią zawierało hasło: "Przez poznanie do umiłowania, przez umiłowanie do czynów ofiarnych".
Jan Czeraszkiewicz został członkiem PTK w 1907 w Oddziale Warszawskim, a od 1909 należał do Oddziału Łódzkiego. W ramach obchodów pierwszej rocznicy założenia Oddziału zorganizowano 6 marca 1910 wycieczkę do Zgierza. Uczestników wycieczki gościł dyr. J. Czeraszkiewicz w swojej szkole handlowej, w której zwiedzano "bogate muzeum szkolne z ciekawymi zbiorami z dziedziny flory i fauny krajowej oraz kolekcję najrozmaitszych minerałów. Zaznaczono, że jednym ze współtwórców tych zbiorów był J. Czeraszkiewicz".

## Praca w Łodzi
W 1911 Towarzystwo "Uczelnia" w Łodzi otrzymało koncesję na prowadzenie szkoły. W 1912 Czeraszkiewicz rozpoczął pracę jako dyrektor i nauczyciel w Gimnazjum Polskim.

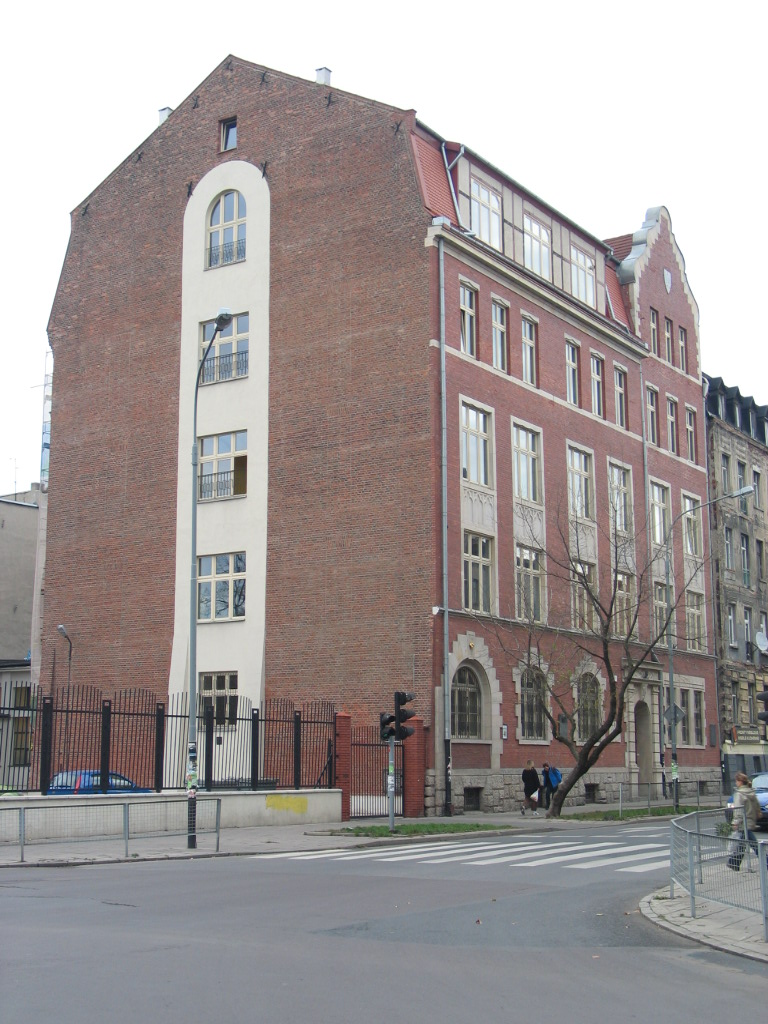
Gimnazjum Polskie w Łodzi obecnie I Liceum Ogólnokształcące im. Mikołaja Kopernika w Łodzi

W 1914 został wybrany prezesem Zarządu Oddziału PTK, przyczynił się do utworzenia nowej sekcji Miłośników Przyrody dla badania flory i fauny okolic Łodzi. J. Czeraszkiewicz jako prezes przyczynił się do tego, że Oddział Łódzki PTK przetrwał w ciągu lat I wojny światowej, a po 1918 rozwinął się. J. Czeraszkiewicz łączył działalność w PTK z pracą dyrektora gimnazjum Towarzystwa  "Uczelnia". Wkrótce po odzyskaniu niepodległości Towarzystwo "Uczelnia" zwróciło się do Ministerstwa Wyznań Religijnych i Oświecenia Publicznego o upaństwowienie gimnazjum. Władze oświatowe przyjęły propozycję Jana Czeraszkiewicza nadania szkole patronatu Mikołaja Kopernika. Państwowym Gimnazjum im. Mikołaja Kopernika w Łodzi kierował dyrektor Jan Czeraszkiewicz aż do śmierci w 1924 r. 
Lucjan Nowosielski, absolwent gimnazjum w 1923, w swoich wspomnieniach, przedstawił postać J. Czeraszkiewicza jako pedagoga, który "dał się poznać jako człowiek oddany młodzieży, pragnący jej dobra, przepojenia jej patriotyzmem i przekonaniem, że tylko głęboka wiedza nabyta w szkole, a później rozwinięta na wyższych uczelniach przysposobi ją do wypełnienia zadań, jakie czekały w zniszczonym i zacofanym wskutek długiej niewoli kraju.(...) Był jednak pedagogiem bardzo wymagającym, w szczególności bardzo czułym na odcinku subordynacji, karności, rzetelności, punktualności i sprawiedliwości, co przejawiało się w jego stosunku zarówno do uczniów, jak i do personelu nauczycielskiego".

## Działalność w innych stowarzyszeniach
Należał do Polskiej Macierzy Szkolnej, był prezesem Łódzkiego Koła Towarzystwa Nauczycieli Szkół Średnich i Wyższych. Należał do Towarzystwa Muzeum Nauki i Sztuki, sprawującego opiekę nad Muzeum Nauki i Sztuki.
Był członkiem Łódzkiego Towarzystwie Entomologicznym, wchodził w skład redakcji wydawanego przez wspomniane Towarzystwo kwartalnika "Entomolog Polski", w którym zamieszczał artykuły. Zgromadzone przez J. Czeraszkiewicza zbiory entomologiczne po jego śmierci wzbogaciły Muzeum Towarzystwa Przyrodniczego im. S. Staszica.
J. Czeraszkiewicz zmarł 7 czerwca 1924 w zakładzie leczniczym w Miłowodach w Poznańskiem.
Uroczystości pogrzebowe, którym przewodniczył biskup łódzki Wincenty Tymieniecki, odbyły się w Łodzi 12 czerwca.
Został pochowany Starym Cmentarzu w Łodzi przy ul. Ogrodowej, w części katolickiej.
Od 6 marca 1979 jego imię nosi Łódzki Oddział PTTK. W uroczystości nadania imienia i odsłonięcia tablicy pamiątkowej uczestniczyła siostra Jana Czeraszkiewicza. Kilka lat temu tablica została skradziona.